# 朱季恂
朱季恂（1888年—1927年），名肇旸，字季恂，以字行，男，江苏松江（今属上海）人，中国政治人物，曾任中國國民黨第二屆中央執行委員會执行委员。